# راتسوایلر
راتسوایلر (به آلمانی: Rathsweiler) یک شهر در آلمان است که در Lauterecken-Wolfstein واقع شده‌است. راتسوایلر ۱۷۸ نفر جمعیت دارد.